# Nyctimystes avocalis
Nyctimystes avocalis es una especie de anfibios de la familia Pelodryadidae.

## Distribución geográfica
Es endémica de islas de Entrecasteaux (Papúa Nueva Guinea).  

## Estado de conservación
Se encuentra amenazada de extinción por la pérdida de su hábitat natural.